# Епархия Орана

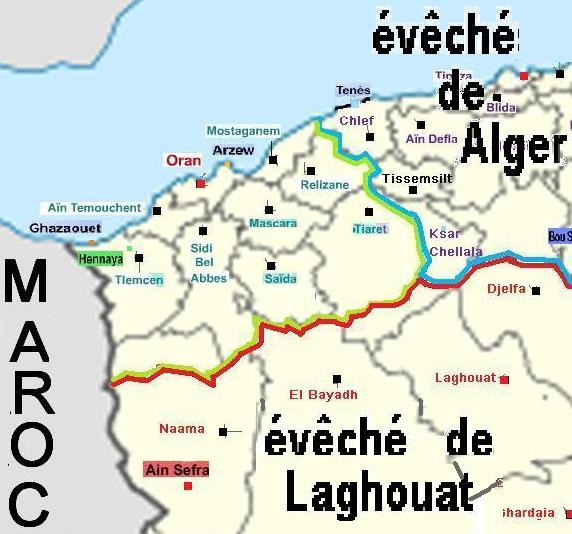
Карта епархии Орана

Епархия Орана (лат. Dioecesis Oranensis) — епархия Римско-Католической церкви с центром в городе Оран, Алжир. Епархия Орана входит в митрополию Алжира. Кафедральным собором епархии Орана является церковь Пресвятой Девы Марии. В Оране также находится бывший собор Святейшего Сердца Иисуса, в котором сегодня располагается городская библиотека.

## История
Первые христианские епархии появились на территории сегодняшней епархии Орана во II — III веках. Важную роль играла епархия города Тлемсена, епископ которой участвовал в 411 году в Карфагенском соборе. В 708 году во время мусульманского нашествия большинство христианских храмов были разрушены. В 983 году в Тлемсене существовала церковь и небольшая христианская община. В 1290 году Римский папа Николай IV подчинил территорию сегодняшней епархии Орана епископу Марокко.
В 1509 году Оран был завоёван Испанией, которая владела этими землями до 1708 года, а затем — с перерывом с 1732 до 1792 года. 10 декабря 1830 года Оран вошёл в состав французской колонии.
25 июля 1866 года Римский папа Пий IX издал буллу Supremum pascendi, которой учредил епархию Орана, выделив её из архиепархии Алжира.
В 1901 году в Оран прибыли монахи из различных монашеских орденов, которые занимались здесь миссионерской деятельностью среди многочисленных европейцев, проживавших в регионе. В то время епархия Орана насчитывала около 275 тысяч человек. После обретения независимости Алжира в 1962 году начался массовый отъезд католиков в Европу и в настоящее время численность верующих в епархии Орана составляет около 800 человек.

## Ординарии епархии
- епископ Jean-Baptiste-Irénée Callot (12.01.1867 — 1.11.1875);
- епископ Louis-Joseph-Marie-Ange Vigne (1.03.1876 — 30.01.1880) — назначен епископом Динь-ле-Бена;
- епископ Pierre-Marie-Etienne-Gustave Ardin (12.02.1880 — 10.01.1884) — назначен епископом Ла-Рошеля;
- епископ Noël-Mathieu-Victor-Marie Gaussail (10.01.1884 — 2.03.1886) — назначен епископом Перпиньяна;
- епископ Géraud-Marie Soubrier (2.03.1886 — 24.03.1898);
- епископ Edouard-Adolphe Cantel (8.07.1989 — 10.12.1910);
- епископ Pierre-Firmin Capmartin (19.02.1911 — 25.12.1914);
- епископ Christophe-Louis Légasse (6.12.1915 — 13.08.1920) — назначен епископом Перигё;
- епископ Léon-Auguste-Marie-Joseph Durand (11.10.1920 — 20.03.1945);
- епископ Bertrand Lacaste (29.12.1945 — 30.11.1972);
- епископ Henri Antoine Marie Teissier (30.11.1972 — 20.12.1980) — назначен архиепископом Алжира;
- епископ Pierre Lucien Claverie (25.05.1981 — 1.08.1996);
- епископ Alphonse Georger (10.07.1998 — 1.12.2012);
- епископ Жан-Поль Веско, O.P. (1.12.2012 — 27.12.2021) — назначен архиепископом Алжира[1];
- епископ Давиде Карраро, P.I.M.E., (22 октября 2023 — по настоящее время).

## Источник
- Annuario Pontificio, Ватикан, 2007
- Булла Supremum pascendi / Pii IX Pontificis Maximi Acta. Pars prima, Vol. IV, Romae 1869, стр. 514  (лат.)